# Hansteen (Mondkrater)
Hansteen ist ein Einschlagkrater auf der Mondvorderseite am westlichen Rand des Oceanus Procellarum, nordwestlich des Kraters Billy.
Der Kraterrand ist nur wenig erodiert, der Boden zerfurcht mit der Charakteristik eines Bruchbodenkraters.
Westlich des Kraters verläuft parallel zum Kraterrand die Mondrille Rima Hansteen und südöstlich liegt die Erhebung des Mons Hansteen.
| Buchstabe | Position           | Durchmesser | Link |
| --------- | ------------------ | ----------- | ---- |
| A         | 12,76° S, 52,23° W | 7 km        |      |
| B         | 12,74° S, 52,65° W | 5 km        |      |
| E         | 10,62° S, 50,58° W | 28 km       |      |
| K         | 13,91° S, 53,4° W  | 3 km        |      |
| L         | 13,57° S, 53,14° W | 3 km        |      |

Der Krater wurde 1935 von der IAU nach dem norwegischen Astronomen Christopher Hansteen offiziell benannt.